# Онорес, Хуан
Хуан Оно́рес (исп. Juan Honores Mostejo; 4 марта 1915, Аскопе, регион Ла-Либертад — 9 июня 1990, Лима) — перуанский футболист, выступавший на позиции вратаря, позже тренер. Победитель чемпионата Южной Америки 1939 года, участник четырёх чемпионатов континента.

## Биография
Хуан Онорес стал выступать за «Университарио» в 20-летнем возрасте, в 1935 году, но своего расцвета Онорес достиг в 1939 году, когда стал частью команды, которая во главе с Теодоро Фернандесом сумела выиграть чемпионат Перу. В том же году он в качестве вратаря сборной провёл все матчи на победном чемпионате Южной Америки. Игра Онореса привлекла внимание богатых зарубежных клубов и в 1941 году Эль-Чуэко (то есть «Извилистый», как прозвали Онореса болельщики) перешёл в аргентинский «Ньюэллс Олд Бойз». В Аргентине уже целое десятилетие футбол имел профессиональный статус, но приглашение зарубежных вратарей, тем более из «любительских» лиг (на тот момент в Перу формально не был введён профессионализм) было редкостью. В Аргентине Онорес за 5 лет провёл 89 матчей. Последние два года он выступал за «Платенсе».
В 1946 году 31-летний Онорес вернулся на родину, где стал выступать за «Сентро Икеньо». В сборную он больше не вызывался, зато помог своей последней команде в 1948 году выиграть Второй дивизион. Поэтому заканчивал карьеру игрока Хуан Онорес в следующем году в статусе футболиста Высшего дивизиона.
В составе сборной Перу Хуан Онорес дебютировал в 1937 году на чемпионате Южной Америки, сложившемся провально для «инков». Перуанцы использовали всех трёх вратарей на том первенстве: в игре с Бразилией ворота защищал Хуан Умберто Вальдивьесо (поражение 2:3), в следующем матче против Уругвая (поражение 2:4) — Маркос Уби, а три оставшиеся игры провёл Онорес. Перуанцы уступили хозяевам, аргентинцам, 0:1, причём в этом матче произошло вопиющее нарушение правил — вместо удалённого на 84 минуте Антонио Састре на поле вышел Эктор Блотто. Протест Перу КОНМЕБОЛ по неизвестной причине отклонила. Затем Перу сыграла вничью со сборной Чили, а в заключительном матче обыграла Парагвай 1:0. Удачная концовка того турнира не позволила перуанцам уйти с последнего места.
В 1939 году Онорес был уже твёрдым игроком основы сборной. Он провёл все 4 матча Перу на домашнем первенстве континента и помог своей команде впервые стать чемпионом Южной Америки. Перуанцы выиграли все встречи с разницей мячей 13:4, включая решающий матч у сборной Уругвая (2:1), которая также подошла к нему со стопроцентным показателем набранных очков. На турнирах 1941 и 1942 годов Онорес также был основным вратарём. В первом случае он провёл все игры чемпионата, во втором — три из четырёх — в игре против Аргентины на воротах стоял Хуан Сорьяно.
По завершении карьеры футболиста Онорес работал тренером. Наибольших успехов он добился, возглавляя «Спортинг Кристал». В 1962 году Онорес привёл эту команду к золотым медалям первенства Перу. Также Онорес работал с «Карлос А. Мануччи», с которым в 1968 году завоевал Кубок Перу, с командами «Грау де Пиура» и «Спорт Бойз».

## Достижения
В качестве игрока
- Чемпион Перу (1): 1939
- Чемпион Перу во Втором дивизионе (1): 1948
- Чемпион Южной Америки (1): 1939

В качестве тренера
- Чемпион Перу (1): 1962
- Обладатель Кубка Перу (1): 1968